# Hep Stars
The Hep Stars, ofta skrivet Hep Stars, är en svensk popgrupp bildad 1963 under namnet Quartet Yep. Gruppen var en av 1960-talets mest framgångsrika i Sverige. Den upplöstes 1973, men återuppstod i slutet av 1980-talet. Flera av medlemmarna har nått framgångar på egen hand eller i andra grupper, inklusive Svenne Hedlund som soloartist och Benny Andersson i bland annat Abba.

## Historia

### Första åren
Gruppen bildades av basisten Lennart Hegland och trummisen Christer Petterson. Strax därefter kom organisten Hans Östlund till orkestern och så småningom även Janne Frisk på gitarr och sång. Gruppnamnet var då Quartet Yep, och man spelade till att börja med lugnare musik. Med Frisk i gruppen förändrades musiken i riktning mot rockmusik, och på Frisks förslag bytte gruppen namn till Hep Stars. 1964 anslöt även Svenne Hedlund, och efter skivdebuten samma år även Benny Andersson. 
År 1963 kom de trea i en orkestertävling i Bromma. 1964 hade de en spelning på Rörstrands ungdomsgård, men var en man kort då Frisk var på turné i Norrland med dragspelaren Erik Frank. Det var här Svenne Hedlund dök upp helt oförberedd och räddade spelningen. Resultatet blev att Hedlund lämnade Clifftones för Hep Stars.
Åke Gerhard, låtskrivare och ägare av skivbolaget Olga, blev deras manager och ordnade en folkparksturné samma sommar. Repertoaren var vid den här tiden mest influerad av amerikansk rock 'n' roll och den mest hängivna publiken bestod av raggare. Snart skulle dock brittiska pop och rockband bli de största influenserna med The Rolling Stones som de viktigaste förebilderna, även om Beatles-material funnits med på repertoaren sedan en tid tillbaka.
Hep Stars släppte sin första singelskiva "Kana Kapila" med "I Got A Woman" på B-sidan. Singeln var skivbolagets tredje utgivning och den första pressningen bestod av en upplaga av endast 300 exemplar. "Kana Kapila" tog sig aldrig in på Sveriges Radios Tio i Topp och genererade på sin höjd en handfull radiospelningar. Hans Östlund lämnade bandet samma år (1964) och ersattes av Benny Andersson från Elverkets Spelmanslag (och senare medlem i Abba). Östlunds son med samma namn blev senare medlem i Nomads.

### Storhetstid och förändringar
I januari 1965 blev Hep Stars heltidssysselsättning för bandmedlemmarna. Den 13 april 1965 gick låten "Cadillac" in på 9:e plats på Kvällstoppen. Den låg där i 14 veckor, etta som bäst. En vecka senare fick Hep Stars ännu en låt med på listan, "A Tribute to Buddy Holly", på 15:e plats och för tredje veckan i rad ytterligare en låt, "Farmer John". Den klev rätt in på 10:e plats den 27 april 1965. Dessa tre låtar låg alltså samtidigt på Tio i topp. Kanske var det deras framträdande i TV i musikprogrammet Drop In den 23 mars som banade väg för det snabba genombrottet.
År 1966 träffade Hedlund den amerikanska sångerskan Charlotte Walker, tidigare medlem i The Sherrys, och de blev ett par. År 1968 blev Walker medlem i Hep Stars, men gruppens storhetstid var över. 1969 valde Andersson att hoppa av bandet för att koncentrera sig på det sedermera mycket framgångsrika samarbetet med Björn Ulvaeus, och i samma veva slutade även Hedlund och Walker för att bilda duon Svenne & Lotta. De ersattes i Hep Stars av det indonesiska syskonparet Kookie Tian och Josephine Tian. Frisk ersattes kort därefter av Simon Gajzler och 1971 hoppade Petterson av för att ersättas av Peter Molin. Gitarristen Chris Sedgwick tillkom. När bandet upplöstes 1973 var Hegland ende kvarvarande originalmedlem. 
I mitten av 1970-talet började Hegland, Petterson, Frisk samt Bernt Liljegren (tidigare medlem i Tom & Mick & Maniacs) spela tillsammans i gruppen Gummibandet.
Det är troligen mindre känt att från 1965 var det Lennart "Felle" Fernholm som spelade bas på alla gruppens inspelningar, eftersom bandets ljudtekniker inte tyckte  basisten Lennart Hegland höll måttet. Vid alla scenframträdanden spelade dock alltid Hegland; han sågs som en obestridlig tillgång med sitt vilda utspel då han till  exempel låtsades halshugga Svenne Hedlund med greppbrädan på sin bas (bandet var känt för att ha landets grymmaste liveshow). Hegland lär inte ha haft något emot detta arrangemang – han visste att han satt säkert och hur viktig han var för Hep Stars, då han hade bildat bandet. 

### Senare år
Under 80-talet återtog de namnet Hep Stars samt började åter uppträda med Svenne & Lotta. År 1989 släpptes albumet Hep Stars Act II med Lasse Wellander på gitarr och Benneth Fagerlund på klaviatur.
Jan-Olof Enbom (bas och sång) blev medlem 1990 och Bengt Arenblad (keyboard och sång) anslöt 1993. Totte Päivärinta, bror till Lili & Susie, började spela trummor i bandet 2004. Christer Petterson avled 2006.
Våren 2014 åkte Hep Stars ut på turné för att fira 50 år som band. Janne Frisk var då ersatt på gitarr av Torgny Stoor (brorson till Yngve Stoor).
Lennart Hegland avled den 13 april 2022 och Svenne Hedlund avled den 3 december 2022.

## Medlemmar
- Janne Frisk – Gitarr (1963–1969, 1989–)
- Jan-Olof Enbom – Bas och sång (1990–)
- Bengt Arenblad – Keyboard och sång (1993–)
- Totte Päivärinta – Trummor (2004–)

### Tidigare medlemmar
- Charlotte Walker - Sång (1968-1995)
- Lennart Hegland – Bas (1963–1973)
- Christer Petterson – Trummor (1963–1971)
- Svenne Hedlund – Sång (1964–1969, 1989–2022)
- Benny Andersson – Orgel (1964–1969)
- Hans Östlund – Orgel (1963–1964)
- Kookie Tian – Sång (1969–1973)
- Josephine Tian – Sång (1969–1973)
- Simon Gajzler – Gitarr (1969–1973)
- Peter Molin – Trummor (1971–1973)
- Chris Sedgwick – Gitarr (1971–1973)

## Diskografi

### Album
- 1965 - We and Our Cadillac - Olga LPO 01
- 1965 - Hep Stars on Stage - Olga LPO 02
- 1966 - The Hep Stars - Olga LPO 04
- 1967 - Jul med Hep Stars - Olga LPO 06
- 1968 - It's Been a Long Long Time - Cupol CLPNS 342
- 1968 - Songs We Sang 68 - LPO 07
- 1969 - Hep Stars på svenska - Olga LPO 11
- 1970 - Again - Strike Stril 03
- 1970 - How It All Started - Efel LPE 003
- 1971 - California Maiden - Philips 6316013
- 1989 - Hep Stars Act II - Eagle ELP 017
- 2001 - Jul med Hep Stars (CD version) EMI CMCD 6284

### Samlingsalbum
- 1970 - Hep Stars bästa - Efel LPE 005
- 1974 - Hep Stars bästa del 1 - EMI
- 1975 - Golden Hits - Olga Records
- 1978 - Bästa 2 - EMI 7C 054-35526 M
- 1984 - Från Cadillac till Rolls Royce - Sonet (Hep Stars och Svenne & Lotta)
- 1992 - Hep Stars, 1964-69! A-sidor B-sidor Lp-s - EMI 4750312
- 1995 - Bästa EMI CMCD 6001
- 1995 - Jukebox Hits - Pickwick Music 751152
- 2001 - The Collection - Disky SSI 640842
- 2002 - Klassiker - EMI CMCD 6319
- 2004 - Cadillac Madness 40 Years 40 Hits 1964-2004
- 2012 - 5CD Original Album Series
- 2014 - Sing The Hits
- 2014 - 50th Anniversary (1964-2014) - Hep House HHR-015
- 2015 - Like We Used To: Anthology 1965-1967 - RPM Records

### Singlar - A-sida / B-sida - Skivnummer
- 1964 - Kana Kapila / I Got A Woman - Olga SO 03
- 1964 - A Tribute To Buddy Holly / Bird Dog - Olga SO 04
- 1964 - If You Need Me / Summertime Blues - Olga SO 05
- 1965 - Farmer John / Donna - Olga SO 06
- 1965 - Cadillac / Mashed Potatoes - Olga SO 09
- 1965 - Bald Headed Woman / Lonesome Town - Olga SO 11
- 1965 - No Response / Rented Tuxedo - Olga SO 12
- 1965 - So Mystifying / Young And Beautiful - SO 13
- 1965 - Should I / I'll Newer Quite Get Over You - Olga SO 17
- 1966 - Sunny Girl / Hawaii - Olga SO 21
- 1966 - Wedding / When My Blue Moon Turns To Gold Again - Olga 25
- 1966 - I natt jag drömde / Jag Vet - Olga SO 29
- 1966 - Consolation / Don't - Olga SO 33
- 1967 - Malaika / It's Nice To Be Back - Olga SO 38
- 1967 - Christmas on my mind / Jingle Bells - Olga SO 47
- 1967 - Mot Okänt Land / Någonting Har Hänt - Olga SO 49
- 1967 - She Will Love You / Like You Used To Do - Olga SO 50
- 1967 - A Fool Such As I /  As Long As I Have You - Olga SO 52
- 1968 - It's been a long long time / Musty Dusty - Cupol CS45/226
- 1968 - Sagan Om Lilla Sofie / Det finns en stad - Cupol CS45/232
- 1968 - Let it be me / Groovy Summertime - Olga SO 64
- 1968 - Tända På Varann / I sagans land - Olga SO 72
- 1968 - Holiday for clowns / A Flower In My Garden - Olga SO 80
- 1969 - Speleman /  Precis Som Alla Andra - Olga SO87
- 1969 - Speedy Gonzales / Är Det Inte Kärlek Säg - Olga SO 91
- 1969 - Little Band Of Gold /  Another Day - Olga SO 93
- 1969 - Tallahassee Lassie / Som En Saga - Strike STRIKE 77
- 1969 - Boy / Venus - Strike STRIKE 78
- 1970 - Blue Suede Shoes / Nere På Hörnet - Strike STRIKE 80
- 1970 - Mademoiselle Ninette / By Tomorrow - Strike STRIKE 83
- 1970 - You Came, You Saw, You Conquered / Jag Kan Inte Låta Bli Att Tänka På Dig - Strike STRIKE 85
- 1972 - Carolina / Ten Years Later - Philips 6015 038
- 2004 - Someday Someone - Premium Promo 012 (Bonus CD som följer med boken Cadillac Madness)